# Janusz Wojtusiak
Janusz Wojtusiak (ur. 21 lutego 1942 w Krakowie, zm. 2 kwietnia 2012 tamże) – polski entomolog i lepidopterolog, długoletni kierownik Muzeum Zoologicznego Uniwersytetu Jagiellońskiego.

## Życiorys
Syn Romana Wojtusiaka i Haliny z Franckiewiczów. W 1964 ukończył studia na Uniwersytecie Jagiellońskim, w 1971 obronił doktorat, w 1980 habilitował się, a w 1994 uzyskał tytuł profesora. W latach 1982–1986 przebywał na kontrakcie dydaktycznym w Nigerii, gdzie wykładał zoologię oraz entomologię rolniczą w University of Nigeria w Nsukka. W latach 1991–1993 był członkiem Zarządu Polskiego Towarzystwa Etologicznego. W latach 1997–2001 był polskim delegatem do International Council of Etholoists, Członek Polskiego Towarzystwa Przyrodników im. Kopernika.
Zajmował się etiologią owadów, systematyką, zoogeografią i bioróżnorodnością motyli Europy, Afryki Zachodniej oraz strefy lasów mgłowych Andów. Opracował rodziny Adelidae, Incurvariidae i Heliozelidae Polski. Prowadził badania dobowej rytmiki aktywności lokomotorycznej w rozwoju postembrionalnym motyli, odkrył nowy typ narządu węchowego u motyli. 

## Dorobek naukowy
Janusz Wojtusiak pozostawił po sobie 68 oryginalnych prac naukowych z zakresu systematyki, biologii i etologii motyli, 3 zeszyty z serii „Klucze do Oznaczania Owadów Polski”, skrypt dla studentów, hasła w 4 encyklopediach biologicznych. Stworzył kolekcję motyli świata, głównie z Pamiru, Hindukuszu, Himalajów i Ameryki Południowej, która znajduje się w Muzeum Zoologicznym UJ w Krakowie.